# 程介克
程介克（1930年—），男，祖籍安徽安庆，生于法国图卢兹，中国分析化学家，曾任武汉大学化学系教授、博士生导师，中国化学会理事。